# Zythos tombarensis
Zythos tombarensis är en fjärilsart som beskrevs av Louis Beethoven Prout 1938. Zythos tombarensis ingår i släktet Zythos och familjen mätare. Inga underarter finns listade i Catalogue of Life.